# Danish Junior Cup 2014
Der Danish Junior Cup 2014 fand als bedeutendstes internationales Nachwuchsturnier von Dänemark im Badminton vom 10. bis zum 12. Oktober 2014 in Gentofte statt. Es war die 30. Auflage der Veranstaltung.

## Sieger und Platzierte der Junioren U19
| Disziplin    | Gold                                      | Silber                          | Bronze                           |
| ------------ | ----------------------------------------- | ------------------------------- | -------------------------------- |
| Herreneinzel | Anders Antonsen                           | Ditlev Jæger Holm               | Mathias Jørgensen                |
| Herreneinzel | Anders Antonsen                           | Ditlev Jæger Holm               | Andy Tsai                        |
| Dameneinzel  | Julie Dawall Jakobsen                     | Irina Amalie Andersen           | Clara Azurmendi                  |
| Dameneinzel  | Julie Dawall Jakobsen                     | Irina Amalie Andersen           | Mia Blichfeldt                   |
| Herrendoppel | Mathias Bay-Smidt Frederik Søgaard        | Alexander Bond Joel Eipe        | Mathias Estrup Tobias Suder      |
| Herrendoppel | Mathias Bay-Smidt Frederik Søgaard        | Alexander Bond Joel Eipe        | Jeppe Bay Christian Wolf         |
| Damendoppel  | Amalie Hertz Hansen Ditte Søby Hansen     | Katarina Galenić Maja Pavlinić  | Jessica Hopton Lydia Jane Powell |
| Damendoppel  | Amalie Hertz Hansen Ditte Søby Hansen     | Katarina Galenić Maja Pavlinić  | Clara Azurmendi Isabel Fernández |
| Mixed        | Marie Louise Steffensen Mathias Bay-Smidt | Sara Lundgaard Frederik Søgaard | Ditte Søby Hansen Alexander Bond |
| Mixed        | Marie Louise Steffensen Mathias Bay-Smidt | Sara Lundgaard Frederik Søgaard | Jessica Pugh Ben Lane            |